# Schitul Călinești
Schitul Călinești este un schit de călugărițe din Republica Moldova.